# Ramon Torrella Cascante
Ramon Torrella Cascante (30 kwietnia 1923 w Olesa de Montserrat - 23 kwietnia 2004), hiszpański duchowny katolicki.
Przyjął święcenia kapłańskie 25 lipca 1953. W październiku 1968 został mianowany biskupem pomocniczym Barcelony, otrzymał jednocześnie stolicę tytularną Minervium. Sakry biskupiej udzielił mu nuncjusz apostolski w Hiszpanii Luigi Dadaglio (późniejszy kardynał) 14 grudnia 1968.
W latach 1970–1983 pracował na wysokich stanowiskach w Kurii Rzymskiej, był m.in. oficjałem Papieskiej Rady ds. Świeckich. 11 kwietnia 1983 został promowany na arcybiskupa Tarragony; przeszedł na emeryturę w lutym 1997.